# Невежин, Николай Иванович
Николай Иванович Невежин (3 августа 1901 — 18 декабря 1972) — советский партийный, государственный и военно-политический деятель, первый секретарь Омского областного комитета ВКП(б) (1938—1940), участник Великой Отечественной войны и Советско-японской войны, подполковник.

## Биография
Родился 3 августа 1901 г. в с. Ошта Лодейнопольского уезда Олонецкой губернии Российской империи в семье русского крестьянина-бедняка. В 1913 году окончил двухклассное училище в Оште, после чего работал в хозяйстве отца. С мая 1915 г. матрос судовладельца Курчавого, с сентября 1917 г. кочегар Северо-Западного речного пароходства в с. Вознесенье Лодейнопольского уезда Петроградской губернии. Участвовал революционных событий 1917 года. С 19 мая 1919 г. участник войны с Финляндией как матрос Онежской и Ладожской военных флотилий. Контужен 27 июля 1919 г. при высадке десанта в устье реки Олонки. С 22 августа 1922 г. в Рабоче-крестьянской Красиной армии красноармеец строительного отряда, участник ликвидации антисоветских групп в Лужском уезде Петроградской губернии, красноармеец отдельной артиллерийской школы в г. Луга Петроградской губернии. Тогда же вступил в комсомол, с мая 1924 г. стал кандидатом в члены РКП(б), а через годы членом партии. С августа 1924 г. курсант Ново-Ладожской школы советского и партийного строительства, после окончания которой в июля 1925 г. работал избачом, преподавателем волостного отдела народного образования в родном селе. С марта 1926 г. ответственный секретарь Шапшинского волостного комитета ВКП(б) в с. Шапша Лодейнопольского уезда. С сентября 1927 г. ответственный секретарь Ковжинского райкома ВКП(б) в с. Ковжа. С августа 1929 г. инспектор сельско-хозяйственного снабжения межрайонного отделения сельско-хозяйственного снабжения «Сельхозснаб». С апреля 1930 г. студент Ленинградского института инженеров-механиков соцземледелия по специальности инженер-механик, после окончания которого в июле 1936 г. направлен на должность директора школы при зерносовхозе «Гигант» Сальского района Азово-Черноморского края. С мая 1938 г. заведующий сельско-хозяйственным отделом Ростовского обкома ВКП(б). С 27 декабря 1938 г. 1-й секретарь Омского обкома ВКП(б). На XVIII съезде ВКП(б), который проходил в Москве 10—21 марта 1939 года, избирался кандидатом в члены ЦК ВКП(б), из состава которого выведен на XVIII Всесоюзной конференции ВКП(б) в феврале 1941 года. С августа 1940 г. 3-й секретарь Тамбовского обкома ВКП(б). С начала Великой Отечественной войны по спецпризыву ЦК ВКП(б) в РККА: начальник Тамбовского областного Штаба народного ополчения. С 17 августа 1941 г. по 23 апреля 1942 г. начальник политического отдела, формируемой в Тамбове, 323-й стрелковой дивизии, старший батальонный комиссар. С июня 1942 г. заместитель начальника политотдела 49-й армии Западного фронта. В связи с введением в октябре 1942 года единоначалия в Красной армии и отменой института военных комиссаров переаттестован в майора. С августа 1943 г. заместитель начальника политотдела 277-й стрелковой дивизии на Западном и 3-м Белорусском фронтах, подполковник. С августа 1945 г. заместитель начальника политотдела 72-го стрелкового корпуса Приморского военного округа, который в ходе советско-японской войны в составе 1-го Дальневосточного фронта участвовал в Харбино-Гиринской наступательной операции. Действуя на направлении главного удара армии и фронта, его соединения прорвали Волынский узел сопротивления японских войск и вышли к восточным острогам хребта Тайцинлин. Войска корпуса овладели рядом городов и населенных пунктов пунктов, форсировали реки Мулинхэ и Муданьцзян, сыграв важную роль в разгроме соединений Квантунской армии. Демобилизован 12 июля 1946 года. С сентября 1946 г. заместитель заведующего сельско-хозяйственным отделом Тамбовского обкома ВКП(б). С марта 1947 г. начальник областного управления сельским хозяйством в Тамбове, с марте 1948 г. в Костроме, с сентября 1950 г. в Новгороде. Получил выговор 4 июля 1951 года от Новгородского обкома ВКП(б) за «безответственное отношение к подготовке курсов специалистов». С сентября 1952 г. директор строительно-монтажной колонны «Новсельэлектро» в Новгороде. С 1963 г. персональный пенсионер союзного значения. Умер 18 декабря 1972 года.

## Награды
За участие в Великой Отечественной войне был награждён орденами Ленина, Александра Невского (29.09.1945), Красной Звезды (26.10.1943), Отечественной войны I и II степени (10.04.1945, 24.07.1944), медалями «За оборону Москвы»(01.05.1944), «За взятие Кенигсберга» (09.06.1945), «За победу над Германией в Великой Отечественной войне 1941-1945 гг.» (09.05.1945), «За Победу над Японией» (30.09.1945) и юбилейными медалями.

## Воинские звания
Старший батальонный комиссар — 1941;
Майор — 1942;
Подполковник.